# Сканави, Марк Иванович
Марк Иванович (Яанисович) Сканави (1912—1972) — советский математик, автор и редактор популярных сборников задач для поступающих во втузы, вузы, а также для старших классов средней общеобразовательной школы.

## Биография
Сын Ивана (Яаниса) Александровича Сканави (1887—1954) — профессора Политехнического института в Петербурге. Брат физика Георгия Сканави. Ученик А. Ф. Берманта.
Закончил математико-механический факультет Ленинградского государственного университета.
Преподавал алгебру и геометрию в московской школе № 280, потом на кафедре математики в Московском авиационно-технологическом институте и в школе № 206.
8 июля 1941 года Сканави был призван в Советскую армию и откомандирован на Дальневосточный морской флот. Служил командиром огневого взвода, начальником связи подразделений зенитной артиллерии Тихоокеанского флота в звании лейтенанта.
С 1954 года — старший преподаватель кафедры высшей математики МИСИ.
В 1957 году защитил кандидатскую диссертацию на тему «Об одном специальном дифференциальном уравнении второго порядка» (научный руководитель доктор физико-математических наук А. Ф. Бермант), становится доцентом.
С 1958 по 1965 год был заведующим кафедрой высшей математики МИСИ.
М. И. Сканави был автором стихов и пьес (одна из которых получила приз Всесоюзного конкурса), тренировал первые команды КВН МИСИ, участвовал в организации кинолектория в МИСИ, проводил лекции для студентов и абитуриентов на телевидении.
Умер в 1972 году. Похоронен на Новодевичьем кладбище.

## Основные труды
- Егерев В. К., Зайцев В. В., Кордемский Б. А., Маслова Т. Н., Орловская И. Ф., Позойский Р. И., Ряховская Г. С., Сканави М. И. Сборник задач по математике для конкурсных экзаменов во ВТУЗы / Под общей редакцией М. И. Сканави. — М.: Высшая школа, 1969. — 382 с. Классический задачник с решениями, многократно переиздававшийся, заслуживший самые высокие оценки читателей и специалистов.[источник не указан 722 дня]
- Зайцев В. В., Рыжков В. В., Сканави М. И. Элементарная математика. Повторительный курс. — Издание третье, стереотипное. — М.: Наука, 1976. — 591 с.